# Lourival Dias Lima Filho
Lourival Dias Lima Filho (Nazaré das Farinhas, 15 de setembro de 1962 - Olindina, 10 de março de 2008) foi um árbitro de futebol brasileiro.

## Carreira
Antes de tornar-se árbitro de futebol, Lourival iniciou sua carreira como goleiro do Ipiranga, time de sua cidade natal, porém seguidas lesões no braço o impediram de seguir jogando.
Em 1991, ingressou no quadro de arbitragem da Liga de Futebol de Santo Antônio de Jesus, e dois anos depois filiou-se à FBF. Apitou seu primeiro jogo na primeira divisão estadual em 1996, mesmo ano que ingressou na CBF, pela qual trabalhou durante 11 anos.
Após apitar São Paulo x América-RN, no jogo que deu ao tricolor paulista o título do Campeonato Brasileiro de 2007, em 31 de outubro do mesmo ano, Lourival encerrou a carreira de árbitro ao atingir a idade limite da FIFA para apitar jogos profissionais (45 anos).

## Morte
Com a aposentadoria, Lourival passou a conceder palestras sobre arbitragem. Ele, que já trabalhava na Sudesb (trabalhava como coordenador da diretoria de Operações de Espaços Esportivos), pretendia seguir carreira como comentarista, mas acabou falecendo em 10 de março de 2008 após um acidente automobilístico na BR-110, onde ele dirigia um Ford Fiesta e capotou o mesmo na entrada do município de Olindina. O acidente teria se originado quando Lourival tentou desviar de um cavalo que apareceu na pista e acabou perdendo o controle do carro.